# Свитальский, Казимеж
Казимеж Станислав Свитальский (пол. Kazimierz Stanisław Świtalski; 4 марта 1886, Санок — 28 декабря 1962, Варшава) — польский политический деятель, премьер-министр Польши в 1929 году во время Второй Польской Республики.

## Биография
Казимеж Свитальский родился в городе Санок 4 марта 1886 года. После отставки правительства Казимежа Бартеля, которое не получило вотума доверия в парламенте, Юзеф Пилсудский поручил ему формировать новое правительство. Занимал пост с 14 апреля по 7 декабря 1929 года. Скончался 28 декабря 1962 года в Варшаве.